# Minamoto no Yorimitsu
Minamoto no Yorimitsu (源 頼光 948 – 29 tháng 8, 1021), còn được biết đến là Minamoto no Raikō, phụng sự gia tộc nhiếp chính Fujiwara cùng em trai ông là Yorinobu, thực hiện nhiệm vụ chiến đấu thay cho người nhà Fujiwara. Ông là một trong số những người nhà Minamoto được ghi nhận sớm nhất vì chiến công quân sự, nổi tiếng vì dẹp tan nhóm cướp Ōeyama.
Sự phục vụ trung thành giúp ông có được chức cai trị Tỉnh Izu, Kozuke và một số nơi, cũng như một số chức vụ quan trọng khác trong triều đình. Yorimitsu cũng là thủ lĩnh một trung đoàn Cận Vệ Hoàng gia, và thư ký của Bộ Chiến tranh. Khi cha ông là Minamoto no Mitsunaka qua đời, ông được thừa kế tỉnh Settsu.
Yorimitsu theo truyền thuyết thường đi cùng bốn tùy tùng, được biết đến là Shitennō (Tứ Thiên Vương). Họ lần lượt là Watanabe no Tsuna, Sakata no Kintoki, Urabe no Suetake, và Usui Sadamitsu.

## Truyền thuyết
Yorimitsu xuất hiện trong nhiều truyền thuyết và chuyện kể, bao gồm cả truyền thuyết về Kintarō (Kim Thái Lang hay Sakata no Kintoki), truyền thuyết về Shuten Dōji, và truyền thuyết về Tsuchigumo. Thanh tachi (trường kiếm) 'Dōjigiri' mà Bảo tàng Quốc gia Tokyo sở hữu và được công nhận là Bảo vật quốc gia, cùng với Tenka-Goken ("Thiên Hạ Ngũ Kiếm"), và 'Onikirimaru' cất giữ tại đền Tada, xuất hiện trong truyền thuyết kể về việc Yorimitsu chém đầu Shuten Dōji. Thêm vào đó, ba thanh kiếm cùng tên, 'Hizamaru' của đền Daikaku-ji, miếu Hakone và một cá nhân, lại xuất hiện trong truyền thuyết Yorimitsu đánh bại Tsuchigumo.
Lễ hội Karatsu Kunchi ở thành phố Karatsu, quận Saga, có tổ chức rước một chiếc kiệu rước cỡ lớn lấy cảm hứng từ mũ trụ của Minamoto, đã bị con oni Shuten Douji cắn mất một phần. 

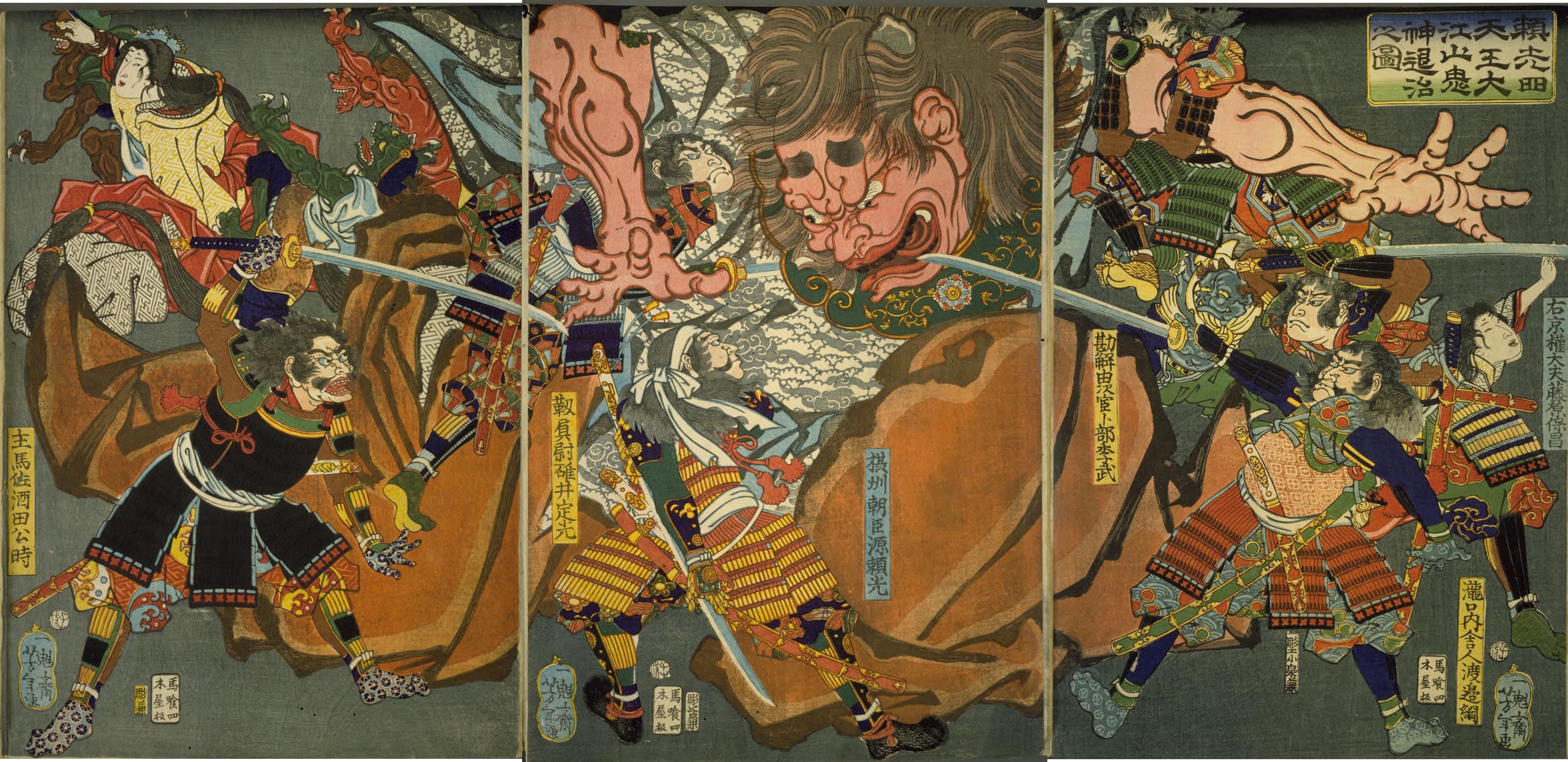
Một bức ukiyo-e của Yoshitoshi vẽ các tùy tùng của Minamoto no Yorimitsu, Watanabe no Tsuna, Urabe no Suetake, Usui Sadamitsu, và Sakata no Kintoki cùng quý tộc Fujiwara no Yasumasa chiến đấu với Shuten-dōji tại Ōeyama.
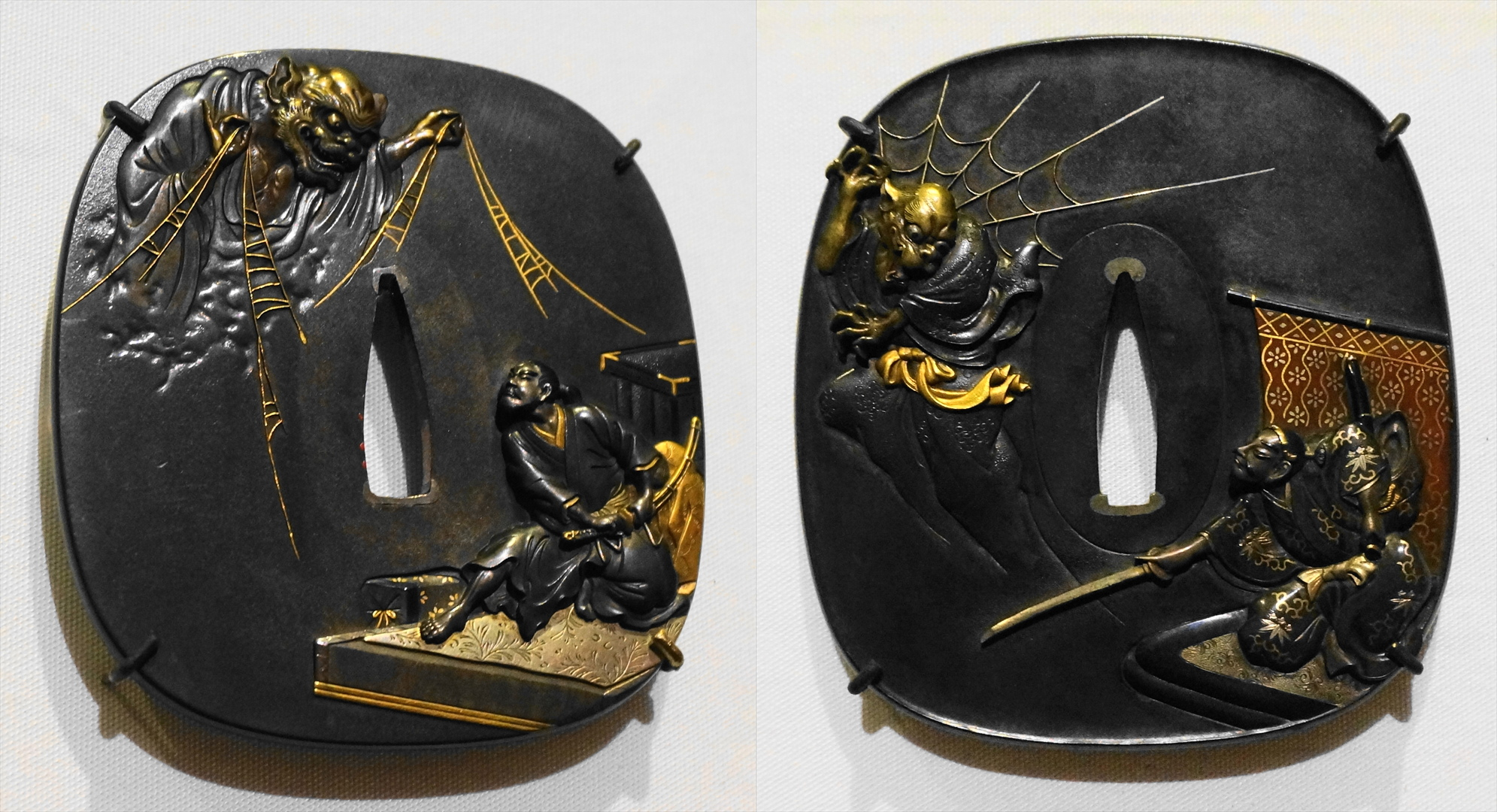
Hai chiếc tsuba (Đốc kiếm) khắc họa Yorimitsu cố chém tsuchigumo bằng một thanh tachi mang tên 'Hizamaru'. Tác phẩm của Unnno Yoshimori I (trái), Gochiku Sadakatsu (phải). Bảo tàng Mỹ thuật, Boston.
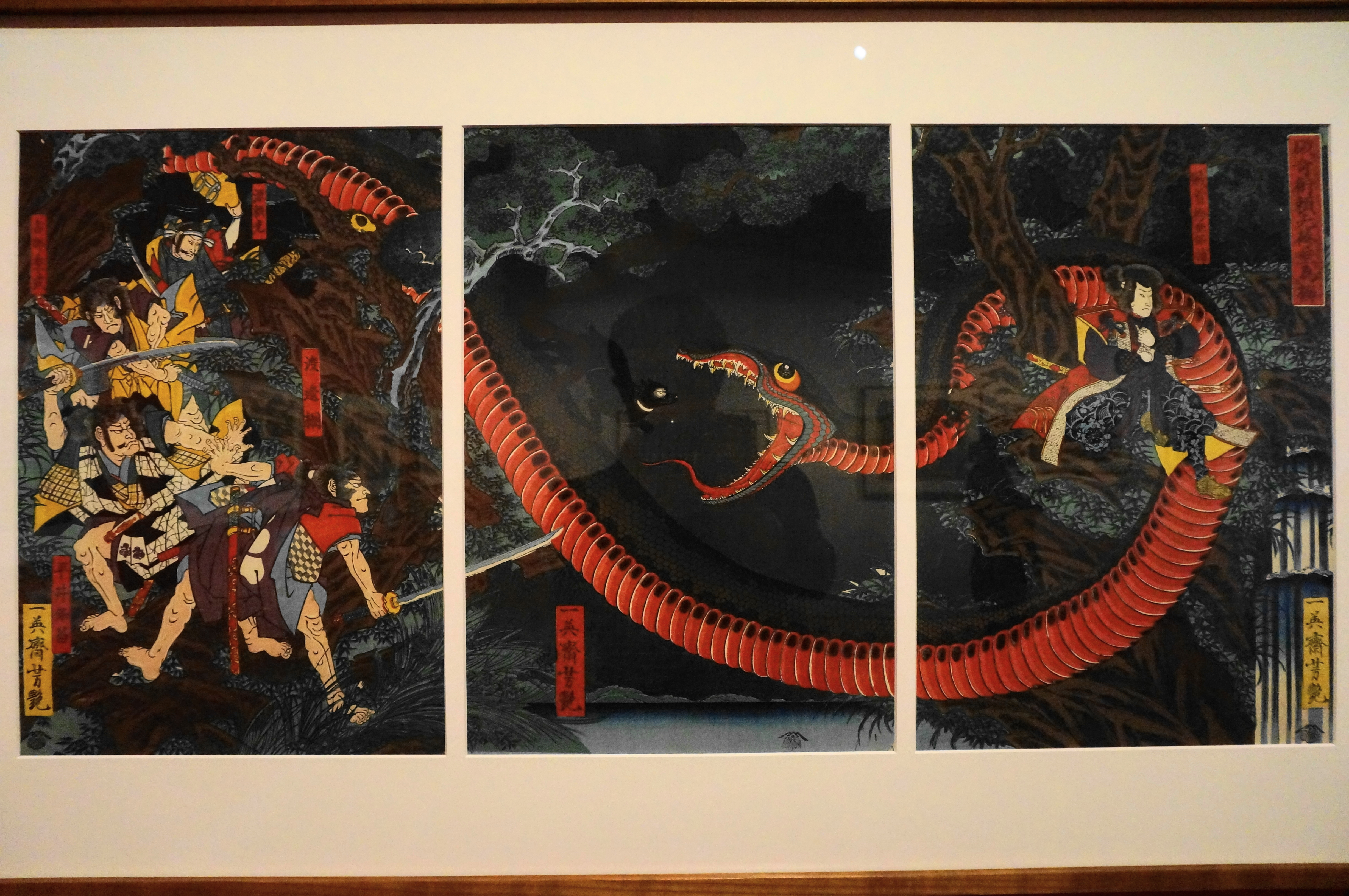
"Khung cảnh kỳ lạ khi Tứ Thiên Vương (Yorimitsu, Watanabe no Tsuna, Urabe no Suetake, và Fujiwara no Yasumasa.) tiêu diệt nhóm cướp", sách Yomihon của Utagawa Toyokuni và Takizawa Bakin.

## Gia đình
- Mẹ: Con gái của Minamoto no Suguru
- Cha: Minamoto no Mitsunaka
- Vợ: Con gái của Fujiwara no Motohira
  - Con trai đầu: Minamoto no Yorikuni
- Vợ: Con gái của Taira no Koretaka
  - Con trai thứ: Minamoto no Yoriie
- Vợ: Con gái của Yoshishige no Tamemasa
  - Con trai thứ 3: Minamoto no Yorimoto
  - Con trai thứ 4: Eiju
  - Con trai thứ 5: Minamoto no Yoriaki
  - Con gái: Vợ của Fujiwara no Michitsuna

## Thơ ca
Yorimitsu đã viết một bài thơ renga cùng vợ, xuất hiện trong quyển Kin'yō Wakashū (trang số 703-704):

tade karu fune no suguru narikeri

asa madaki kararo no oto no kikoyuru wa

Dịch nghĩa:

Một con thuyền hái rau răm trôi ngang

Ta tưởng như nghe thấy có ai chèo nhẹ qua trước bình minh

## Trong văn hóa đại chúng
- Xuất hiện trong trò chơi điện tử Nioh 2 với tư cách là một nữ thợ săn yokai. Được lồng tiếng bởi Yūko Kaida.
- Xuất hiện là một Servant thuộc Class Berserker và sau đó là Class Lancer trong Fate/Grand Order. Nhân vật này được thiết kế bởi Honjou Raita và lồng tiếng bởi Haruka Tomatsu.
- Xuất hiện với tư cách nhân vật chính trong loạt trò chơi Otogi.
- Xuất hiện với tư cách là thủy tổ gia tộc Minamoto trong loạt manga và anime Toilet-bound Hanako-kun.
- Xuất hiện trong trò chơi nhập vai Onmyoji